# Oldenlandia chrysotricha
Oldenlandia chrysotricha là một loài thực vật có hoa trong họ Thiến thảo. Loài này được (Palib.) Chun mô tả khoa học đầu tiên năm 1934.